# Kupeornis rufocinctus
A Kupeornis rufocinctus a madarak osztályának verébalakúak (Passeriformes) rendjébe és a  Leiothrichidae családjába tartozó faj.

## Rendszerezése
A fajt Lionel Walter Rothschild angol zoológus írta le 1908-ban, a Lioptilus nembe Lioptilus rufocinctus  néven. Egyes szervezetek  a Turdoides nembe sorolják Turdoides rufocinctus néven.

## Előfordulása
Afrika középső részén, Burundi, a Kongói Demokratikus Köztársaság, Ruanda és Uganda területén honos. A természetes élőhelye a szubtrópusi vagy trópusi hegyi esőerdők. Állandó, nem vonuló faj.

## Megjelenése
Testhossza 19-20 centiméter.

## Életmódja
Rovarokkal táplálkozik, de esetenként kisebb gyümölcsöket is fogyaszt.

## Természetvédelmi helyzete
Az elterjedési területe kicsi és csökkenő, egyedszáma is csökken. A Természetvédelmi Világszövetség Vörös listáján mérsékelten fenyegetett fajként szerepel.